# Ибрагимов, Лом-Али Хусаинович
Лом-Али Хусаинович Ибрагимов (род. 4 ноября 1951) — советский и российский футбольный судья всесоюзной категории (30.11.1991) и позже футбольный функционер.

## Биография
В 1982 году дебютировал в качестве главного арбитра в матчах второй лиги. В 1991 году провёл три матча в чемпионате СССР, в 1992—1999 годах — 113 матчей в чемпионате России. Главный судья финала Кубка России 1997/1998.
Дальнейшие должности — вице-президент и председатель Союза Федераций футбола Южного федерального округа, президент Федерации футбола Чеченской республики.
В 2004—2005 годах — генеральный директор ФК «Терек». Тренер Владимир Косогов заявил, что Ибрагимов организовывал договорные победы для «Терека», когда в 2004 году тот выиграл Первый дивизион.